# Union démocratique afar
Pour les articles homonymes, voir Union démocratique.
L'Union démocratique afar (UDA) est un parti politique du territoire français des Afars et des Issas.
Créé vers 1960-1961 par Orbiss Gaddito et Mohamed Kamil Mohamed, en 1962 elle rassemble aussi Ali Aref Bourhan et Ahmed Dini. L'UDA remporte les élections territoriales de 1963. En 1965, Ali Aref quitte l'UDA, dont il a perdu le contrôle, pour créer le Rassemblement démocratique afar (RDA).

L'UDA se rapproche du Parti du mouvement populaire (PMP) avec lequel elle organise la manifestation indépendantiste d'août 1966. Mais ensuite les deux formations s'éloignent.
En 1967, l'UDA participe aux élections territoriales. Elle soutient le maintien du territoire sous souveraineté française lors du référendum de mars 1967.